# بد اومنز
بد اومنز (انگلیسی: Bad Omens) یک گروه راک آمریکایی از ریچموند، ویرجینیا است که در سال ۲۰۱۵ توسط نوآ سباستین (خواننده و تهیه‌کننده)، نیکلاس رافیلو (گیتاریست) و وینسنت ریکویر (بیسیست) تشکیل شد. یوکیم «جولی» کارلسون (گیتاریست) و نیک فولیو (درامر) بعداً به گروه ملحق شدند و اولین آلبوم خویش-عنوان خود را که مورد تحسین منتقدان قرار گرفت در سال ۲۰۱۶ توسط سومرین رکوردز منتشر کردند. دومین آلبوم کامل آنها خدا را پیدا کن، قبل از اینکه خدا تو را پیدا کند، در سال ۲۰۱۹ منتشر شد.

## اعضا
- نوآ سباستین – خواننده اصلی (۲۰۱۵–اکنون)
- نیکلاس رافیلو – ریتم گیتار، برنامه‌نویسی (۲۰۱۵–اکنون)، گیتار بیس (۲۰۱۸–اکنون)، لید گیتار (۲۰۱۵)
- یوکیم «جولی» کارلسون – گیتار اصلی، برنامه‌نویسی، همخوان (۲۰۱۵–اکنون)
  - نیک فولیو – درام، سازهای کوبه ای (۲۰۱۵–اکنون)

اعضای پیشین
- وینسنت ریکویر – گیتار بیس، همخوا (۲۰۱۵–۲۰۱۸)